# بیوه دل‌ربا

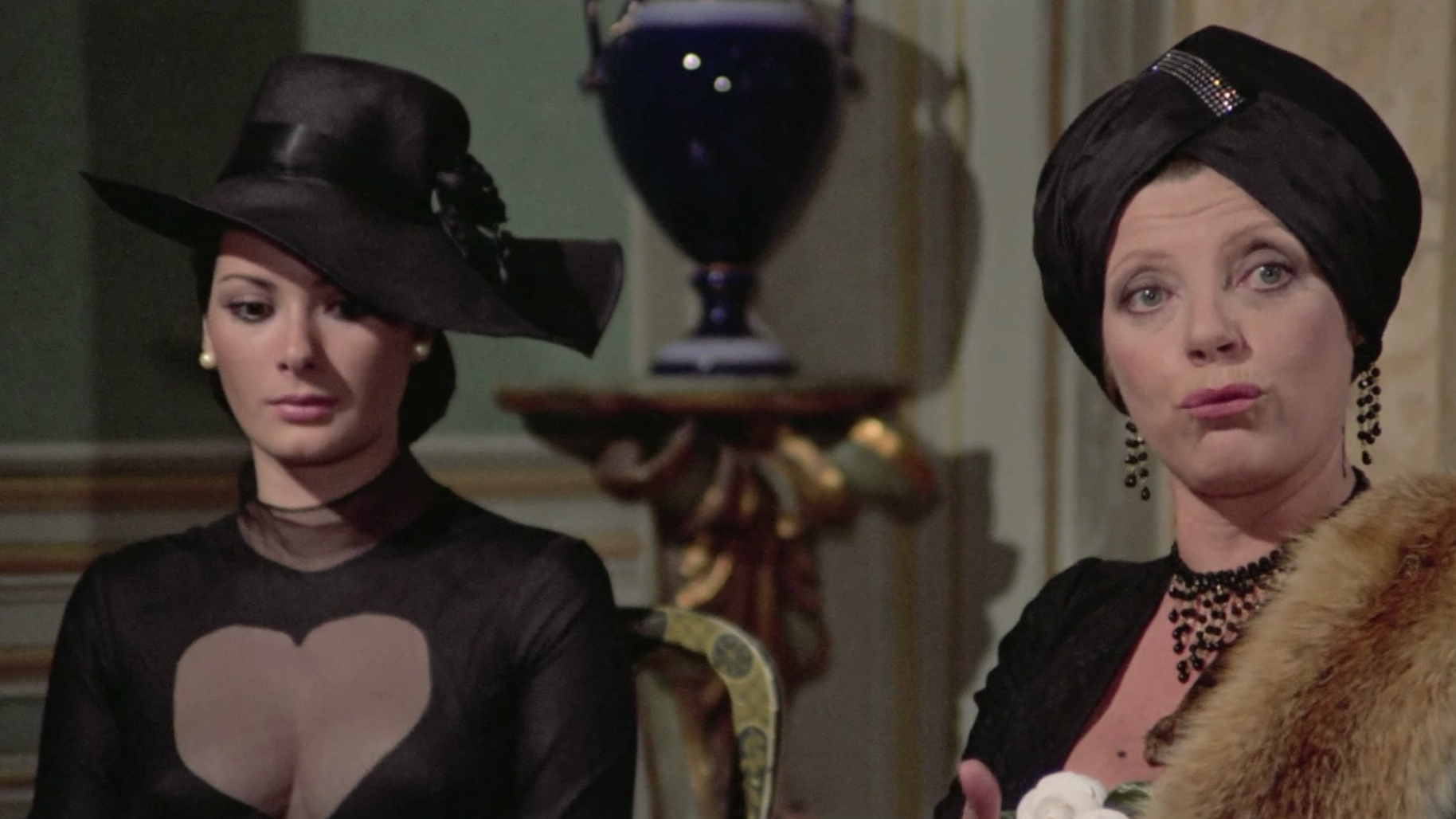
ادویژ فنش (چپ) در صحنه‌ای از فیلم

بیوهٔ دل‌ربا (انگلیسی: The Winsome Widow) با نامِ اصلیِ بیوهٔ دل‌شکسته از همهٔ کسانی که او را تسلی دادند، قدردانی می‌کند (ایتالیایی: La vedova inconsolabile ringrazia quanti la consolarono) یک کمدی سکسی سبک ایتالیایی به کارگردانی ماریانو لائورنتی است که در سال ۱۹۷۳ منتشر شد.

## بازیگران
- ادویژ فنش
- کارلو جوفره
- دیدی پرگو
- گوییدو لئونتینی
- انتسو آندرونیکو
- فرانکو رسل
- ماریو مارانتسانا
- جینو پانیانی
- کارلا مانچینی